# Tvillingsandbi
Tvillingsandbi (Andrena propinqua) är en stekelart som ingår i släktet sandbin och familjen grävbin.

## Taxonomi
Vissa auktoriteter betraktar tvillingsandbiet som en egen art, medan andra, bland annat ITIS, betraktar det som en synonym till ryggsandbi. Ytterligare en grupp ser tvillingsandbiet som en underart till ryggsandbi. Internationella naturvårdsunionen (IUCN) tar ingen definitiv ställning till vilken av de två förstnämnda teorierna som är den rätta, men menar att uppfattningen att tvillingsandbiet skulle vara en underart till ryggsandbi är oriktig.

## Beskrivning
Tvillingsandbiet är mycket likt den närstående arten ryggsandbi. Grundfärgen är svart. Honan är nästan hårlös med undantag för ett band med kort, orange päls över bakre delen av mellankroppen, vita hårband på bakkanterna av tergiterna 2 till 4 samt den orangebruna hårbekladnaden på bakkroppsspetsen (tergiterna 5 och 6). Hanen är mer allmänt färgad och går inte att skilja från hanarna av andra, närstående sandbin. Kroppslängden är 9 till 10 mm.

## Ekologi
Arten förekommer i flera olika naturtyper, som jordbrukslandskap, skyddshäckar, trädgårdar, skogsbryn och torrängar. I åtminstone delar av utbredningsområdet har den två generationer per år. Som alla sandbin gräver den bogångar med larvbon i marken, försedda med matförråd i form av pollen. Hos denna art grävs boet ut i branta sluttningar med ringa eller ingen växtlighet. Till skillnad från vad som är fallet hos många andra sandbiarter förekommer inte någon kolonibildning. Boet kan angripas av gökbiet Nomada zonata, vars larv lever av den insamlade födan, sedan värdägget ätits upp eller värdlarven dödats.
Arten är polylektisk, den besöker blommande växter från flera olika familjer, exempelvis videväxter (som sälg), korgblommiga växter (som maskros och hästhov), rosväxter (som fingerörter) samt korsblommiga växter (som kålsläktet) för den första generationen, och andra korgblommiga och korsblommiga växter, ärtväxter, resedaväxter (som gulreseda), klockväxter (som blåmunkar) samt flockblommiga växter för den andra generationen. Flygtiden varar från april till augusti.

## Utbredning
Arten förekommer i större delen av det kontinentala Europa (ett påstått fynd i Storbritannien har visat sig vara ett misstag) och österut till Ukraina och Ryssland. Den förekommer också i Nordafrika, Turkiet (Anatolien), Kazakstan och eventuellt även i Kina. I Norden förekommer den säkert uteslutande i Danmark.
I Finland saknas arten.
Från Sverige är den endast känd från ett fynd, som gjordes på Brevikshalvön i slutet på 1930-talet. Då arten är ganska oansenlig utesluter man dock inte att den skulle kunna ha dröjt sig kvar exempelvis längs Östersjökusten.

## Status
Kunskapsläget om arten är dåligt; IUCN klassificerar den därför under kunskapsbrist ("DD"). Habitatsförlust genom uppodling ses som ett hot.